# Marco Colonial de Touros

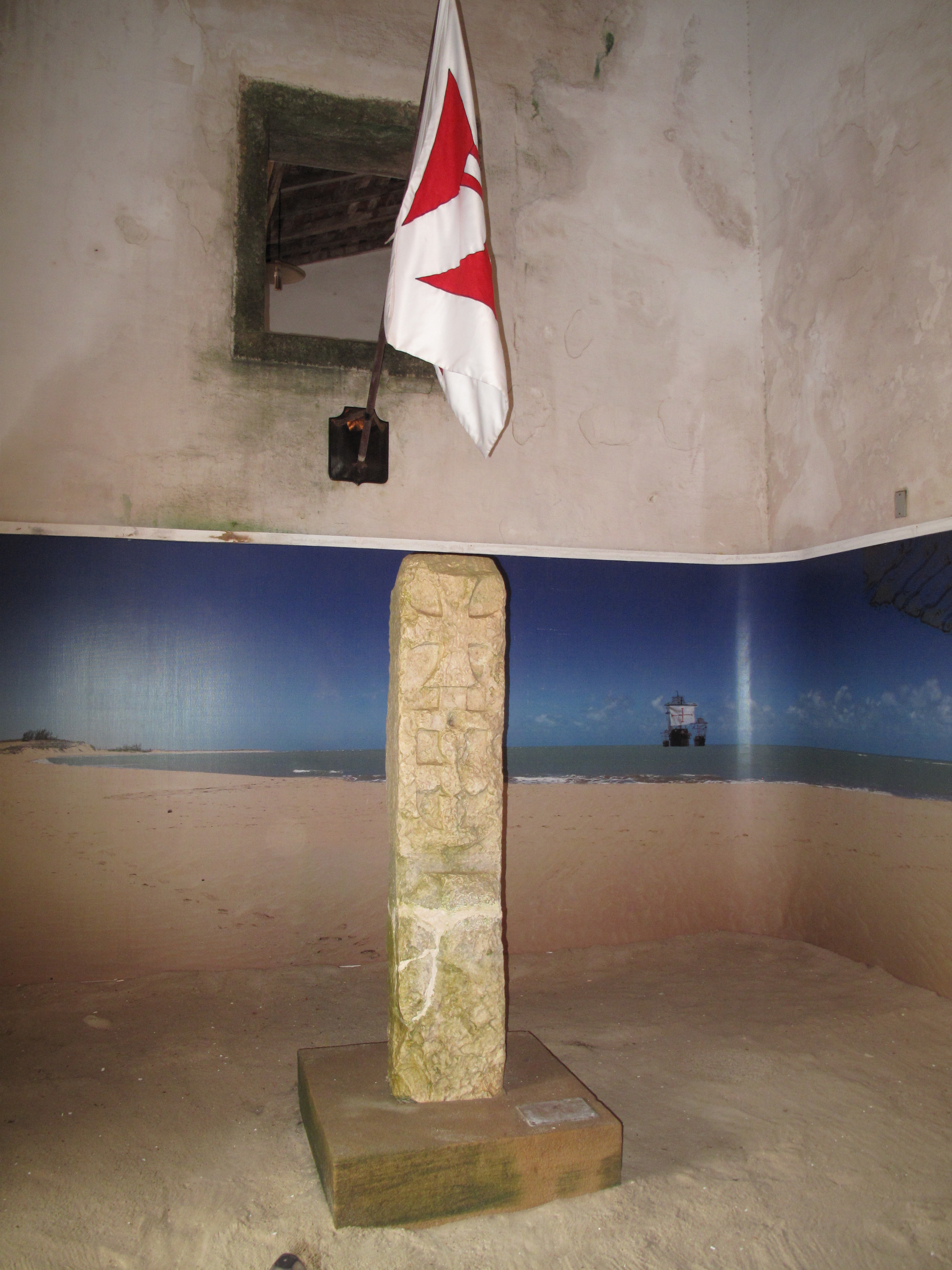
Marco de Touros, atualmente localizado no Museu Câmara Cascudo, em Natal.

O Marco Colonial de Touros é um padrão feito de mármore chantado em 7 de agosto de 1501 pelo Reino de Portugal em área onde hoje se encontra a divisa dos municípios de São Miguel do Gostoso e Pedra Grande no litoral do Rio Grande do Norte. O objeto tinha a finalidade de atestar a metrópole como descobridora e detentora daquela terra que mais tarde se chamaria Brasil.
A peça tem uma marca de fratura e que pode ter sido remendada com argamassa, além de várias marcas de lascas e esfoliações deixadas pela população da Praia do Marco, então no município de Touros, que acreditava que a coluna de pedra tinha propriedades milagrosas e usava pedaços do mármore para fazer chás. A pedra, em forma de coluna, detém 1,20 m de altura, 30 cm de largura e 20 cm de espessura. Em uma de suas faces, possui a cruz da Ordem de Cristo e o escudo português esculpidos em relevo.
É considerado o monumento colonial mais antigo do Brasil e o primeiro registro dos portugueses no país, fazendo parte do Patrimônio Histórico Nacional. Foi tombado pelo processo número 680 em 1962 com o objetivo de perpetuar a memória dos Brasileiros sobre o primeiro ponto da costa brasileira delimitado pelos portugueses.